# Møntmester
En møntmester var middelalderens øverste myndighed hvad angik produktion af mønter. Nu til dags hedder erhvervet møntdirektør. Han stod til regnskab for levering af ædelmetal og at de producerede mønter overholdt det givne remedium, dvs. den foreskrevne normalvægt og finhed.
Det var et erhverv som kun var tilset eliten i datidens Danmark.
Som møntmester fik man påtrykt sine initialer på mønterne.